# Juan Pretel
Juan Pretel (Trujillo, 5 de noviembre de 1983) es un futbolista peruano. Juega de arquero y su equipo actual es Juventud Bellavista que participa en la Copa Perú.

## Trayectoria

### Unión Comercio
El 2012 jugó la Copa Sudamericana 2012 con Unión Comercio. 

### Real Garcilaso
Jugó la Copa Libertadores 2013 y Copa Libertadores 2014 con Real Garcilaso, alternando con Diego "pipa" Carranza.

### Comerciantes Unidos
En 2016 clasificó a la Copa Conmebol Sudamericana 2017 con Comerciantes Unidos alternando con Exar Rosales.

### Universidad César Vallejo
En el 2017 vuelve luego de 10 años a la Universidad César Vallejo club que lo vio nacer. Con la vallejo fue titular indiscutible e hizo una gran campaña, tanto así que tuvo el arco menos batido. Fue subcampeón de la Segunda División del Perú. En el partido final perdió 4-2 en la tanda de penales contra Sport Boys, que se coronó campeón.  
En el 2018 tuvo su revancha saliendo campeón de la Segunda División del Perú. Siendo pieza clave del ascenso. Para el 2019 tendría pocos minutos alternado con Raúl Fernández donde estuvo cerca de clasificar a la Sudamericana.

### Cusco FC
Para el 2020 ficha por el Cusco FC para la Copa Sudamericana. Debuta en la 1.ª feca del Apertura en la derrota por 2 a 0 de local ante Deportivo Binacional.

## Clubes
| Club                             | País   | Año         |
| -------------------------------- | ------ | ----------- |
| Real Libertad                    | Perú   | 1999        |
| Universidad Católica de Trujillo | Perú   | 2000-2001   |
| Defensor Taller FBC              | Perú   | 2003        |
| Sport Vallejo                    | Perú   | 2004        |
| Universidad César Vallejo        | Perú   | 2004-2005   |
| Sport Vallejo                    | Perú   | 2006        |
| Universidad César Vallejo        | Perú   | 2007        |
| Tauro FC                         | Panamá | 2008        |
| Carlos A. Mannucci               | Perú   | 2009        |
| Carlos Tenaud                    | Perú   | 2009        |
| Sport Vallejo                    | Perú   | 2010        |
| Miguel Grau (Huamachuco)         | Perú   | 2010        |
| Unión Comercio                   | Perú   | 2010 - 2012 |
| Real Garcilaso                   | Perú   | 2013 - 2015 |
| Comerciantes Unidos              | Perú   | 2016        |
| Universidad César Vallejo        | Perú   | 2017-2019   |
| Cusco FC                         | Perú   | 2020 - 2021 |
| Juventud Bellavista              | Perú   | 2025 -      |

## Palmarés

### Títulos nacionales
| Título           | Club                      | País | Año  |
| ---------------- | ------------------------- | ---- | ---- |
| Segunda División | Universidad César Vallejo | Perú | 2007 |
| Copa Perú        | Unión Comercio            | Perú | 2010 |

### Distinciones individuales
| Distinción                                                                             | Año  |
| -------------------------------------------------------------------------------------- | ---- |
| Incluido en el equipo ideal de la Copa Perú según el portal periodístico DeChalaca.com | 2010 |